# Hohenstein-Ernstthal
Hohenstein-Ernstthal – miasto we wschodnich Niemczech, w kraju związkowym Saksonia, w okręgu administracyjnym Chemnitz, w powiecie Zwickau (do 31 lipca 2008 w powiecie Chemnitzer Land).
Powstało w 1898 r. w wyniku połączenia miast Hohenstein i Ernstthal.

## Współpraca
- Burghausen, Bawaria
- Hockenheim, Badenia-Wirtembergia
- Rheinberg, Nadrenia Północna-Westfalia

## Osoby urodzone w Hohenstein-Ernstthal
- Karl May – niemiecki powieściopisarz